# Joe Alaskey
Joseph Francis "Joe" Alaskey (Troy, Nova York, 17 d'abril de 1952 - 3 de febrer de 2016) va ser un actor, comediant i locutor nord-americà, reconegut com un dels successors de Mel Blanc a suplantar la identitat de les veus de Bugs Bunny, l'Ànec Daffy, Silvestre, Tweety Bird i altres personatges de dibuixos animats de Warner Bros., com l'Ànec Plucky en Tiny Toons en 1990-95.

## Carrera
Joe Alaskey va començar la seva carrera com comediant verbal i va treballar com a orador en una estació de radi de Boston. Allí es va trobar amb Bill Scott, el creador de la sèrie animada Les aventures de Rocky i Bullwinkle. Scott estava impressionat per les habilitats d'Alaskeys com a imitador de veu i l'hi va portar en 1985 a Los Angeles.
Paral·lelament a la seva participació en una sèrie de 1987, Alaskey encara era actiu com a actor de veu en les produccions de dibuixos animats. Va jugar diversos papers com convidat per Ralph Bakshi, qui va reviure la sèrie Mighty Mouse.
En 1988 Alaskey va prendre primera vegada un paper dels personatges de Looney Tunes. En la pel·lícula Qui ha enredat en Roger Rabbit? Alaskey va realitzar les veus de Sam Bigotis i El Gall Claudi. Mel Blanc, qui donava la veu a aquests personatge anteriorment en els dibuixos animats de Warner Bros., també va participar en la pel·lícula.
Dos anys més tard Alaskey va participar en la sèrie animada Tiny Toons amb un personatge de l'estil similar a l'Ànec Daffy, era l'Ànec Plucky. Després de la mort Blanc en 1989, Alaskey va prendre més figures, passant a ser donar la veu de Bugs Bunny, l'Ànec Daffy i Silvestre en la sèrie còmica Looney Tunes: De nou en acció. En la sèrie de dibuixos animats de Duck Dogers, Alaskey va parlar al costat de l'Ànec Daffy (realitzant a Duck Dogers) i el seu nèmesi Marvin el Marcià.
Alaskey va ser el segon actor de veu de l'avi Lou Pickles en Rugrats (heretant la funció després de la mort de David Doyle en 1997). Va expressar la veu de Lou una altra vegada en el spin-off de Rugrats, All Grown Up!, i les tres pel·lícules. També va expressar a Stinkie en Casper, així com en pel·lícula spin-off animada de 1996,The Spooktacular New Adventures of Casper.
Alaskey va fer el treball de veu per als personatges que no eren de Warner Bros. Va crear la veu de Thomas Timberwolf per a la sèrie d'internet TimberWolf, creat per llegenda de l'animació Chuck Jones. Se li va sentir breument com un locutor de veu en off per al canal Toon Disney (de vegades per al canal Disney Channel). Era la veu de Curt Connors en el videojoc Spider-Man 2 i al Doctor Octopus en Spider-Man: Friend or Foe.
Alaskey se li va veure ocasionalment en la pantalla suplantant a Jackie Gleason, amb qui compartia una semblança física. En la dècada de 80s, Gleason tria personalment Alaskey per tornar a gravar el diàleg seleccionat dels "episodis perduts" de The Honeymooners que es troben en la col·lecció privada de Gleason.
Alaskey va participar també en la pel·lícula independent The Legend of Sasquatch i les veus de Mermaid Man en els videojocs de SpongeBob SquarePants: Lights, Camera, Pants! i SpongeBob SquarePants: Creature from the Krusty Krab.
En 2014, Alaskey va començar a narrar la sèrie documental per a televisió Murder Comes to Town. La sèrie es transmet en la Investigation Discovery Network. Aquest resultaria ser el seu últim treball realitzat.

## Defunció
Alaskey va morir a Los Angeles, Califòrnia per càncer el 3 de febrer de 2016, als 63 anys.

## Filmografia

### Cinema
- Qui ha enredat en Roger Rabbit? - Yosemite Sam
- Forrest Gump - Richard Nixon
- Tiny Toon Adventures: How I Spent My Vacation - Ànec Plucky, Tupelo Toad, Elmer Fudd
- Casper - Stinkie
- Rugrats (The Rugrats Movie) - Avi Lou Pickles
- Tweety's High-Flying Adventure - Tweety, Silvestre, Bugs Bunny, Ànec Daffy, Pepé Li Pew, Marvin el Marcià, Henery Hawk, Colonel Rimfire
- Rugrats in Paris: The Movie - Avi Lou Pickles
- Rugrats, vacances salvatges (Rugrats Go Wild) - Avi Lou Pickles
- Scooby-Doo and the Cyber Chase - Officer Wembley
- Looney Tunes: De nou en acció (Looney Tunes: Back in Action) - Bugs Bunny, Ànec Daffy, Silvestre, Beaky Buzzard, Mama Ós.
- Bah, Humduck! A Looney Tunes Christmas - Ànec Daffy, Silvestre, Foghorn Leghorn, Pepé Li Pew, Marvin el Marcià
- Tom and Jerry: Robin Hood and His Merry Mouse - Droopy, Friar Tuck
- Tom and Jerry's Giant Adventure - Droopy
- Tom and Jerry: Spy Quest - Droopy

### Televisió
- Tiny Toon Adventures - Plucky Duck, Wile I. Coyote, Tasmanian Devil
- Bonkers - Flaps the Elephant
- The Silvestre & Tweety Mysteries - Silvestre, Marvin el Marcià
- Duck Dodgers - Captain Duck Edgar Dumas Aloysius Dodgers, Martian Commander X-2
- Rugrats - Avi Lou Pickles (1997-2004)
- All Grown Up! - Avi Lou Pickles (2004-2008)
- The Little Mermaid - Lobster Mobster

### Videojocs
- Sheep, Dog 'n' Wolf - Ànec Daffy, Marvin el Marcià
- Looney Tunes: Back in Action - Bugs Bunny, Ànec Daffy, ACME Chairman, Silvestre, Marvin el Marcià
- SpongeBob SquarePants: Lights, Camera, Pants! - Mermaid Man
- SpongeBob SquarePants: Creature from the Krusty Krab - Mermaid Man
- Looney Tunes: Acme Arsenal - Bugs Bunny, Ànec Daffy, Marvin el Marcià, Silvestre
- Lego Batman 3: Beyond Gotham - Green Loontern
- The Sopranos: Road to Respect - Veus addicionals
- Rugrats: Search for Reptar - Avi Lou Pickles
- Rugrats: Studio Tour - Avi Lou Pickles